# Duat
Duat  (egipčansko dwꜣt), tudi Tuat, Tuaut ali Akert, Amentes, Amenti ali Neter-khertet, je bilo kraljestvo mrtvih v staroegipčanski mitologiji. Vladar podzemnega sveta  je bil Oziris, ki  je poosebljal ponovno rojstvo in življenje po smrti in po opisu v Ozirisovem mitu prva mumija. Podzemni svet je bil bivališče tudi nekaterih drugih bogov. Duat je bil kraljestvo, po katerem je bog sonca Ra vsako noč potoval od zahoda proti vzhodu, in mesto, kjer je moral vsako noč premagati  Apepa, utelešenjem prvinskega kaosa, da bi zjutraj lahko vzšel in na zemljo spet prinesel red. Duat je bil tudi mesto, kjer so duše pokojnih čakale na sodbo.  Stična točka med zunanjim svetom in Duatom je bila pogrebna soba, ki je bile hkrati mesto, skozi katero je duša odhajala v zunanji svet in nazaj v Duat.
Skozi Duat je vsako noč potoval bog sonca Ra, ki je naznanjal vrnitev v življenje kot glavni cilj smrti. Po podzemlju je od zahoda proti vzhodu  plul s sončno ladjo Atet in se iz starega Atuma pretvoril v Heprija, novo vzhajajoče sonce. 
Pokojni vladar, ki so ga šteli za boga, je imel pomembno vlogo v konceptu Duata in se je pogosto prikazoval kot eden od Rajevih spremljevalcev,  ki je skupaj z njim potoval po Ozirisovem kraljestvu. Za to je potreboval posebno znanje in navodila, zapisana v  sarkofaških besedilih, ki niso bila namenjena samo njemu, ampak vsem pokojnim. 
Po Amduatu, pogrebnem besedilu iz Novega kraljestva, je imel podzemni svet dvanajst delov, ki so predstavljali dvanajst ur nočnega potovanja boga sonca in borbo z Apepom, da bi se zjutraj lahko vrnil na zemljo. Pot so mu osvetljevali sončni žarki, ki so zjutraj zaspali in čakali, da se bog naslednji večer vrne.
Po  podzemlju niso potovali samo vladarji, ampak tudi drugi pokojni, ki se niso pridružili bogu sonca, ampak so čakali na sojenje. Če je pokojni uspešno prišel mimo različnih demonov in izzivov, je prišlo na vrsto tehtanje njegovega ali njenega srca. Srca je tehtal Anubis, ki je za utež uporabljal Maatino pero, simbol resnice in pravičnosti.  Vsa srca, ki so bila težja od peresa, niso prestala preskusa in jih je požrla požiralka duš Ammit. Ti pokojni si s svojimi dejanji niso zaslužili vstopa v Duat. Srca, lažje od peresa, so preskus prestala in dobila dovoljenje za potovanje proti Aaruju -  Polju trsja, idealnemu svetu, kjer so lahko orala, sejala in žela obilno žetev.
Vse znanje o Duatu izvira iz pogrebnih besedil, na primer Knjige vrat, Knjige votlin, sarkofaških besedil, piramidnih besedil, Amduata in Knjige mrtvih. Vsak od teh dokumentov je imel poseben namen in je drugače koncipiral Duat, zato so nekatera besedila neskladna z drugimi. Ohranjena besedila so iz različnih virov in obdobij. Iz njih je razvidno, da koncept Duata, tako kot več drugih staroegipčanskih teoloških  konceptov, verjetno nikoli ni bil enoumen.
Geografija Duata je bila podobna geografiji sveta, ki so ga Egipčani poznali. Duat je imel realistične značilnosti, na primer reke, otoke, polja, jezera, gomile in votline, in fantazijska goreča jezera, železne zidove in turkizna drevesa. V Knjigi dveh poti, eni od sarkofaških besedil, je celo zemljevidu podobna slika Duata. Knjiga mrtvih in sarkofaška besedila so bila nekakšen vodič za nedavno umrle, kako se skozi ovire v Duatu  prebiti  do življenja v Aaruju. Nekatera besedila so poudarjala gomile in votline z bogovi, demoni in nadnaravnimi živalmi, ki so ovirale pokojnega na njegovem potovanju. V knjigah ni bila opisana pot, ampak vrstni red obredov, ki jih mora pokojni opraviti, da bi dosegel večno življenje.
Duat s svojimi številnimi demonskimi prebivalci ni enakovreden abrahamskemu konceptu pekla, v katerem so duše obsojene na večno trpljenje. Dokončna kazen za zlobne pokojnike v Starem Egiptu ni bilo večno trpljenje, ampak zanikanje posmrtnega življenja, se pravi prenehanje obstoja. Groteskni duhovi v podzemnem svetu niso bili zlobni, ampak so bili pod nadzorom bogov in zgolj ovire, s katerimi se je moral soočiti pokojni.
Duat je bil tudi prebivališče različnih bogov, vključno z Ozirisom, Anubisom, Totom,  Horom, Hator in Maat, ki so se prikazali dušam pokojnih na poti do sodišča.